# Martin Jones (hokeista)
Martin Jones (ur. 10 stycznia 1990 w North Vancouver, Kanada) – kanadyjski hokeista, gracz NHL, reprezentant Kanady.

## Kariera klubowa
- Calgary Hitmen (2006 - 2.10.2010)
- Los Angeles Kings (2.10.2010 - 26.06.2015)
  -  Manchester Monarchs (2010-2014)
- Boston Bruins (26.06.2015 - 30.06.2015)
- San Jose Sharks (30.06.2015- )

## Kariera reprezentacyjna
- Reprezentant Kanady na MŚJ U-20 w 2010
- Reprezentant Kanady na MŚ w 2015

## Sukcesy
Reprezentacyjne
- Srebrny medal z reprezentacją Kanady na MŚJ U-20 w 2010
- Złoty medal z reprezentacją Kanady na MŚ w 2015

Klubowe
- Puchar Stanleya z zespołem Los Angeles Kings w sezonie 2013–2014

Indywidualne
- Występ w Meczu Gwiazd NHL w sezonie 2016-2017